# Попович Ілля Володимирович
Ілля Володимирович Попович (нар. 30 листопада 2006, Україна) — український футболіст, воротар угорського клубу «Кішварда». Гравець юнацької збірної України U-20.

## Клубна кар'єра
У весняно-літній частині сезону 2017/18 виступав за СДЮСШОР (Ужгород) у ДЮФЛУ.
16 жовтня 2018 року перебрався до академії «Кішварди». Виступав за юнацькі команди клубу різних вікових категорій, а також за «Кішварду II». 27 липня 2023 року вільним агентом перебрався до нижчолігового угорського клубу «Циганд». Проте вже на початку липня 2024 року повернувся до «Кішварди». Вперше до заявки першої команди вище вказаного клубу потрапив 28 липня 2024 року на програний (1:3) виїзний поєдинок 1-го туру другого дивізіону чемпіонату Угорщини проти «Вашаша», але просидів усі 90 хвилин на лаві запасних. У другому дивізіоні чемпіонату Угорщини дебютував 25 листопада 2024 року в нічийному (1:1) домашньому поєдинку 14-го туру проти «Гонведа». Ілля вийшов на поле в стартовому складі та відіграв увесь матч.

## Кар'єра в збірній
14 березня 2025 року отримав дебютний виклик у розташування молодіжної збірної України.